# Phyllophaga trochanter
Phyllophaga trochanter är en skalbaggsart som beskrevs av Saylor 1940. Phyllophaga trochanter ingår i släktet Phyllophaga och familjen Melolonthidae. Inga underarter finns listade i Catalogue of Life.